# Stod (district de Plzeň-Sud)
Stod (en allemand : Staab) est une commune du district de Plzeň-Sud, dans la région de Plzeň, en Tchéquie. Sa population s'élevait à 3 531 habitants en 2022.

## Géographie
Stod est arrosée par la Radbuza et se trouve à 10 km à l'ouest-sud-ouest de Dobřany, à 19 km au sud-ouest de Plzeň et à 104 km à l'ouest-sud-ouest de Prague.
La commune est limitée par Ves Touškov et Kotovice au nord, par Chotěšov et Dnešice à l'est, par Přestavlky, Líšina et Holýšov au sud, et par Střelice et Hradec à l'ouest.

## Histoire
La première mention écrite de la localité date de 1235.

## Patrimoine

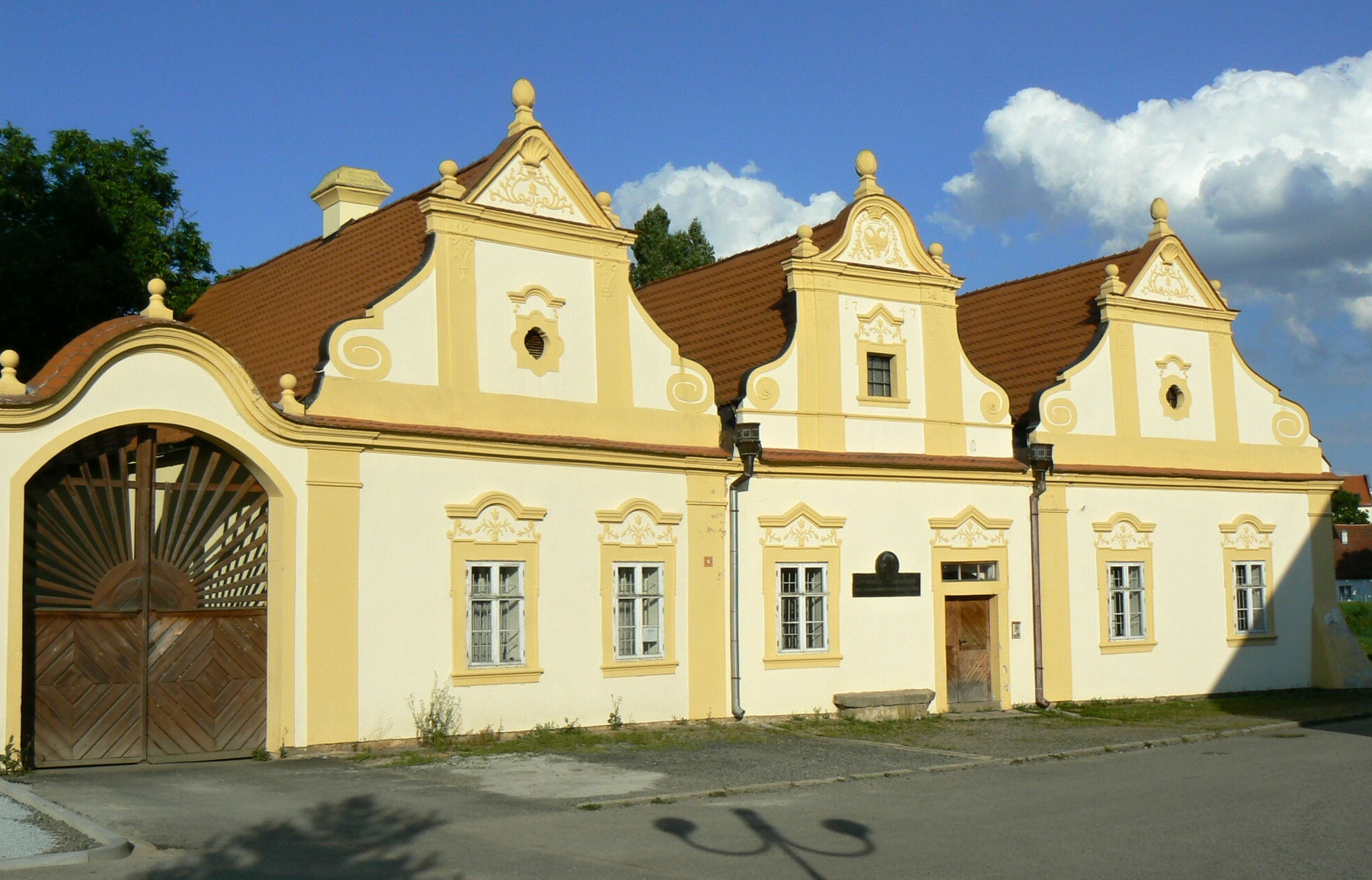
Maison Suvorov, ancien bureau de poste.
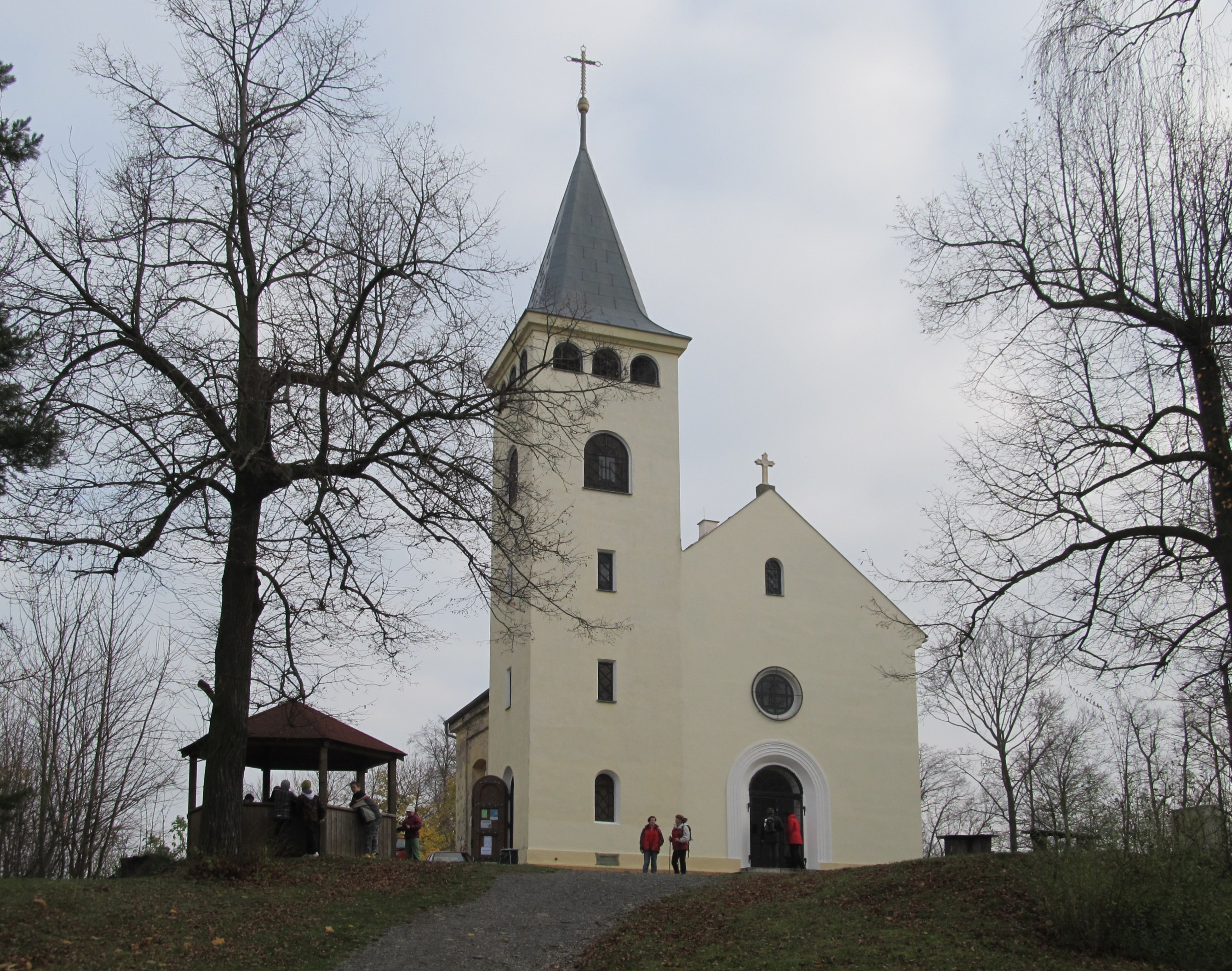
Église de Křížový vrch.

## Administration
La commune se compose de deux sections :
- Lelov
- Stod

## Transports
Par la route, Stod se trouve à 10 km de Dobřany, à 21 km de Plzeň et à 114 km de Prague.